# Melon Music Awards
Melon Music Awards (hangul: 멜론 뮤직 어워드) är en årlig musikgala i Sydkorea sedan 2005 där musikpriser delas ut. Den presenteras av LOEN Entertainment som äger MelOn, Sydkoreas största tjänst för försäljning av musik digitalt. Ceremonin hålls i november eller december varje år och har under de senaste åren sänts på TV-kanalen MBC Music. Priser tilldelas baserat på en kombinering av försäljningsstatistik, omröstning på internet, samt inom vissa kategorier även en domarpanel.

## Evenemang

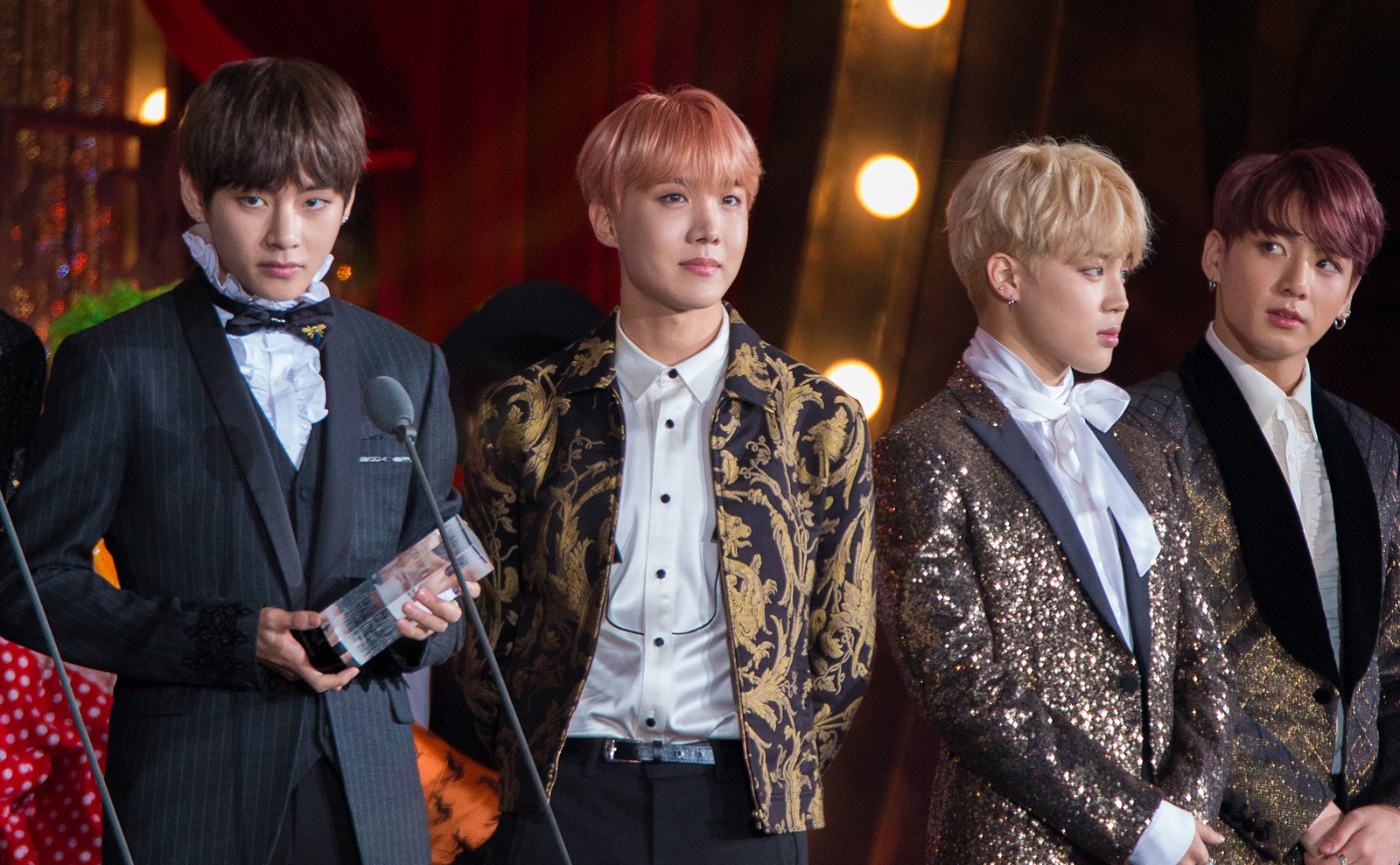
BTS tar emot pris vid Melon Music Awards 2016 som hölls den 19 november 2016 i Gocheok Sky Dome i Seoul.

| Upplaga   | Datum            | Plats                                          |
| --------- | ---------------- | ---------------------------------------------- |
| #5: 2009  | 16 november 2009 | Olympic Hall, Seoul                            |
| #6: 2010  | 15 december 2010 | Grand Peace Palace, Kyunghee University, Seoul |
| #7: 2011  | 24 november 2011 | Seoul Olympic Stadium, Seoul                   |
| #8: 2012  | 14 december 2012 | Seoul Olympic Stadium, Seoul                   |
| #9: 2013  | 14 november 2013 | Olympic Gymnastics Arena, Seoul                |
| #10: 2014 | 13 november 2014 | Olympic Gymnastics Arena, Seoul                |
| #11: 2015 | 7 november 2015  | Olympic Gymnastics Arena, Seoul                |
| #12: 2016 | 19 november 2016 | Gocheok Sky Dome, Seoul                        |

## Kategorier
- Årets artist tilldelas årets bästa artister och vinnarna inom kategorin väljs baserat på 70% försäljningsstatistik och 30% omröstning på internet. Totalt tio artister får ta emot pris i kategorin varav en av dem får ta emot själva huvudpriset. Priset har tilldelats varje år sedan 2005 men konceptet att ge pris till tio artister istället för en artist introducerades 2009.
- Årets nya artist tilldelas de bästa nya artisterna som debuterat under det gångna året och vinnarna inom kategorin väljs baserat på 70% försäljningsstatistik och 30% omröstning på internet. Priset har tilldelats varje år sedan 2005 och har vid tre tillfällen tilldelats två artister istället för bara en.
- Årets album tilldelas årets bästa album och vinnaren inom kategorin väljs baserat på 70% försäljningsstatistik och 30% omröstning på internet. Priset har tilldelats varje år sedan 2005 förutom åren 2007 och 2008.
- Årets låt tilldelas årets bästa låt och vinnaren inom kategorin väljs baserat på 70% försäljningsstatistik och 30% omröstning på internet. Priset har tilldelats varje år sedan 2005.
- Årets val (av fans) har tilldelats en artist med låt varje år sedan 2010. Till skillnad från andra kategorier väljs vinnaren baserat på hela 60% omröstning på internet men bara 40% försäljningsstatistik för att få fram den populäraste akten från det gångna året enligt fans.
- Årets musikvideo tilldelas den bästa musikvideon tillhörande en låt från det gångna året. Priset har tilldelats varje år sedan 2005 förutom år 2009, och vinnaren väljs till 100% av en speciellt utsedd domarpanel.
- Årets låt efter genre har tilldelats inom ett flertal kategoriseringar av musikgenrer sedan 2007 och vinnarna väljs baserat på 40% försäljningsstatistik, 30% omröstning på internet och 30% domarpanel. Det första året tilldelades priset endast en låt inom den kombinerade kategorin ballad & R&B, men under kommande år har ytterligare kategoriseringar lagts till allt eftersom och de inkluderar rock, OST, rap & hiphop, trot, folkmusik & blues, indie, electronic, dance och R&B & soul. Kategoriseringar av musikgenrer som priset tilldelas inom har varierat från år till år.

## Vinnare

### Årets artist
| Upplaga   | Vinnare           | Vinnare                                                                           |
| Upplaga   | Huvudpriset       | Övriga pristagare                                                                 |
| --------- | ----------------- | --------------------------------------------------------------------------------- |
| #12: 2016 | EXO               | Akdong Musician, BewhY, BTS, GFriend, Mamamoo Red Velvet, Taeyeon, Twice, Zico    |
| #11: 2015 | Big Bang          | Apink, EXO, Girls' Generation, Hyukoh, San E SHINee, Sistar, Toy, Zion.T          |
| #10: 2014 | IU                | 2NE1, Akdong Musician, Beast, EXO, g.o.d Girl's Day, Sistar, Taeyang, Winner      |
| #9: 2013  | SHINee            | Ailee, Beast, Busker Busker, Davichi, Dynamic Duo EXO, G-Dragon, IU, Sistar       |
| #8: 2012  | Beast             | 2NE1, Big Bang, Busker Busker, Huh Gak, Infinite IU, Psy, Sistar, T-ara           |
| #7: 2011  | Beast             | 2NE1, Big Bang, f(x), IU, Leessang Lena Park, Secret, Sistar, Super Junior        |
| #6: 2010  | Girls' Generation | 2AM, 2NE1, 2PM, 4Men, CNBLUE DJ Doc, IU, Lee Seung-gi, T-ara                      |
| #5: 2009  | Girls' Generation | 2NE1, 2PM, 8Eight, Brown Eyed Girls, Davichi G-Dragon, K.Will, Kara, Super Junior |
| #4: 2008  | TVXQ              | —                                                                                 |
| #3: 2007  | Shin Hye-sung     | —                                                                                 |
| #2: 2006  | Shinhwa           | —                                                                                 |
| #1: 2005  | TVXQ              | —                                                                                 |

### Årets nya artist
| Upplaga   | Artist        |
| --------- | ------------- |
| #12: 2016 | Black Pink    |
| #11: 2015 | GFriend, iKON |
| #10: 2014 | Winner        |
| #9: 2013  | BTS, Lim Kim  |
| #8: 2012  | Ailee, B.A.P  |
| #7: 2011  | Huh Gak       |
| #6: 2010  | CNBLUE        |
| #5: 2009  | 2NE1          |
| #4: 2008  | SHINee        |
| #3: 2007  | Wonder Girls  |
| #2: 2006  | Super Junior  |
| #1: 2005  | IVY           |

### Årets album
| Upplaga   | Artist        | Albumtitel                                       |
| --------- | ------------- | ------------------------------------------------ |
| #12: 2016 | BTS           | The Most Beautiful Moment in Life: Young Forever |
| #11: 2015 | EXO           | Exodus                                           |
| #10: 2014 | g.o.d         | Chapter 8                                        |
| #9: 2013  | Busker Busker | Busker Busker 2nd Album                          |
| #8: 2012  | Busker Busker | Busker Busker 1st Album                          |
| #7: 2011  | 2NE1          | 2NE1 2nd Mini Album                              |
| #6: 2010  | 2NE1          | To Anyone                                        |
| #5: 2009  | G-Dragon      | Heartbreaker                                     |
| #2: 2006  | Kim Jong-kook | Volume 4 - Kim Jong-kook's Fourth Letter         |
| #1: 2005  | SG Wannabe    | Saldaga                                          |

### Årets låt
| Upplaga   | Artist            | Låttitel                         |
| --------- | ----------------- | -------------------------------- |
| #12: 2016 | Twice             | "Cheer Up"                       |
| #11: 2015 | Big Bang          | "Bang Bang Bang"                 |
| #10: 2014 | Taeyang           | "Eyes, Nose, Lips"               |
| #9: 2013  | EXO               | "Growl"                          |
| #8: 2012  | Psy               | "Gangnam Style"                  |
| #7: 2011  | IU                | "Good Day"                       |
| #6: 2010  | 2AM               | "Can't Let You Go Even If I Die" |
| #5: 2009  | Girls' Generation | "Gee"                            |
| #4: 2008  | Wonder Girls      | "So Hot"                         |
| #3: 2007  | Wonder Girls      | "Tell Me"                        |
| #2: 2006  | Baek Ji-young     | "I Won't Love"                   |
| #1: 2005  | Epik High         | "Fly"                            |

### Årets val (av fans)
| Upplaga   | Artist       | Låttitel         |
| --------- | ------------ | ---------------- |
| #12: 2016 | EXO          | "Monster"        |
| #11: 2015 | Big Bang     | "Bang Bang Bang" |
| #10: 2014 | Beast        | "Good Luck"      |
| #9: 2013  | EXO          | "Growl"          |
| #8: 2012  | Beast        | "Midnight"       |
| #7: 2011  | Super Junior | "Mr. Simple"     |
| #6: 2010  | Super Junior | "Bonamana"       |

### Årets musikvideo
| Upplaga   | Artist                   | Låttitel/Musikvideo  |
| --------- | ------------------------ | -------------------- |
| #12: 2016 | Red Velvet               | "Russian Roulette"   |
| #11: 2015 | Park Jin-young ft. Jessi | "Who's Your Mama?"   |
| #10: 2014 | Melody Day               | "Another Parting"    |
| #9: 2013  | Beast                    | "Shadow"             |
| #8: 2012  | Psy                      | "Gangnam Style"      |
| #7: 2011  | T-ara                    | "Roly-Poly"          |
| #6: 2010  | Gain                     | "Irreversible"       |
| #4: 2008  | TVXQ                     | "Mirotic"            |
| #3: 2007  | Shin Hye-sung & Lyn      | "Love... Afterwards" |
| #2: 2006  | Big Bang                 | "La La La"           |
| #1: 2005  | TVXQ                     | "Rising Sun"         |

### Årets låt efter genre
| Upplaga   | Vinnare                                       | Vinnare                                                          | Vinnare                                   | Vinnare                        |
| Upplaga   | Rap & Hiphop                                  | Ballad                                                           | R&B                                       | Soul                           |
| --------- | --------------------------------------------- | ---------------------------------------------------------------- | ----------------------------------------- | ------------------------------ |
| #12: 2016 | Zico ft. Zion.T "Eureka"                      | Jung Eun-ji "Hopefully Sky" Im Chang-jung "The Love I Committed" | Suzy & Baekhyun "Dream"                   | Suzy & Baekhyun "Dream"        |
| #11: 2015 | Mad Clown ft. Jinsil "Fire"                   | Baek A-yeon "Shouldn't Have"                                     | Naul "Living in the Same Time"            | Naul "Living in the Same Time" |
| #10: 2014 | San E & Raina "A Midsummer Night's Sweetness" | MC the Max "Wind That Blows"                                     | Fly to the Sky "You You You"              | Fly to the Sky "You You You"   |
| #9: 2013  | Baechigi ft. Ailee "Shower of Tears"          | Huh Gak "Monodrama" K.Will "Love Blossom"                        | Huh Gak "Monodrama" K.Will "Love Blossom" | —                              |
| #8: 2012  | Dynamic Duo "Without You"                     | K.Will "Please Don't"                                            | K.Will "Please Don't"                     | —                              |
| #7: 2011  | GD & TOP ft. Park Bom "Oh Yeah"               | Kim Bum-soo "Please"                                             | Kim Bum-soo "Please"                      | —                              |
| #6: 2010  | Supreme Team "Dang Dang Dang"                 | Gummy "Because You're a Man"                                     | Gummy "Because You're a Man"              | —                              |
| #4: 2008  | —                                             | Brown Eyes "Don't Go, Don't Go"                                  | Taeyang "Only Look at Me"                 | —                              |
| #3: 2007  | —                                             | Shin Hye-sung & Lyn "Love... Afterwards"                         | Shin Hye-sung & Lyn "Love... Afterwards"  | —                              |
| Upplaga   | Vinnare                                       | Vinnare                                                          | Vinnare                                   | Vinnare                        |
| Upplaga   | Rock                                          | OST                                                              | Trot                                      | Folkmusik & Blues              |
| #12: 2016 | Ha Hyun-woo "Don't Cry"                       | Yoon Mi-rae "Always"                                             | Hong Jin-young "Thumbs Up"                | 10cm "What the Spring??"       |
| #11: 2015 | Kim Sung-kyu "The Answer"                     | Loco & Yuju "Spring is Gone By Chance"                           | Hong Jin-young "Love Wifi"                | 10cm "Sseudam Sseudam"         |
| #10: 2014 | CNBLUE "Can't Stop"                           | Lyn "My Destiny"                                                 | —                                         | Akdong Musician "200%"         |
| #9: 2013  | Cho Yong-pil "Bounce"                         | Yoon Mi-rae "Touch Love"                                         | —                                         | —                              |
| #8: 2012  | Nell "The Day Before"                         | Jung Eun-ji & Seo In-guk "All for You"                           | —                                         | —                              |
| #7: 2011  | CNBLUE "Intuition"                            | Sunny Hill "Pit-a-Pat"                                           | —                                         | —                              |
| #6: 2010  | Hot Potato "Confession"                       | Lee Seung-gi "Losing My Mind"                                    | Jang Yun-jeong "Ole"                      | —                              |
| #5: 2009  | —                                             | Future Liger "Let's Dance"                                       | —                                         | —                              |
| #4: 2008  | Seo Taiji "Moai"                              | —                                                                | —                                         | —                              |
| Upplaga   | Vinnare                                       | Vinnare                                                          | Vinnare                                   | Vinnare                        |
| Upplaga   | Indie                                         | Electronic                                                       | Dance                                     | Dance                          |
| Upplaga   | Indie                                         | Electronic                                                       | Manlig                                    | Kvinnlig                       |
| #12: 2016 | Bolbbalgan4 "Galaxy"                          | —                                                                | EXO "Monster"                             | GFriend "Rough"                |
| #11: 2015 | Standing Egg "The Sunlight Hurts"             | —                                                                | BTS "I Need U"                            | Red Velvet "Ice Cream Cake"    |
| #10: 2014 | Standing Egg "Lean on Me"                     | 2NE1 "Come Back Home"                                            | Block B "Her"                             | Apink "Mr. Chu"                |